# Zumbado (apellido)
Zumbado es un apellido originario de España.

## Origen
De origen desconocido, en el siglo XVIII aparece como un apodo a un grupo de pobladores de las Islas Canarias.

## Etimología
Sinónimo de atarantado, aturdido, loco, de poco juicio.

## Escudo de Armas
En campo de gules, una ardilla, de plata. Bordura de oro, con ocho panelas, de gules.

## Linaje e historia
Este apellido se encuentra documentado en diferentes provincias de Castilla alrededor del siglo XII. Se encuentran referencias de qué con la reconquista pasó luego a Asturias, Santander, La Rioja, Navarra y Vascongadas.
Durante la Conquista de América el apellido se estableció en diferentes países de Hispanoamérica.

### Costa Rica
Los primeros registros de pobladores de este apellido en Costa Rica fueron los hermanos Juan de la Cruz Zumbado, quién fue el primer párroco de Cubujuquí en 1734 (Hoy Cantón de Heredia), y José Antonio de la Cruz Zumbado, quien dejó descendencia de la cual en el primer cuarto del siglo XXI rondan las cinco mil personas. Se desconoce el lugar de origen de esos hermanos Zumbado, se ha propuesto que provienen de las Canarias.